# Veils It White
Veils It White – minialbum wydany przez Sunn O))). Jest to remix albumu Flight of the Behemoth w wykonaniu Jamesa Plotkina.

## Lista utworów
1. Veils It White - 17:00